# Haidersee
Der Haidersee (italienisch Lago di San Valentino alla Muta) befindet sich auf 1450 Meter Höhe im Vinschgau bzw. Vinschger Oberland, dem höchstgelegenen Abschnitt des Etschtals in Südtirol (Oberitalien). 

## Geographie
Er liegt südlich unterhalb des Reschenpasses direkt am Dorf St. Valentin auf der Haide. Der sich auf dem Gemeindegebiet von Graun im Vinschgau befindliche See hat eine Oberfläche von 89 Hektar, eine maximale Tiefe von 15 Metern und ein Volumen von etwa sechs Millionen Kubikmetern. 

## Sport
Auf der Uferlinie befinden sich eine Nordic-Walking-Strecke und ein Wanderweg. Der Hauptzufluss des Haidersees erfolgt über die Etsch, die aus dem Reschensee (Stausee) geleitet wird, und den Zerzer Bach, der aus dem von Südwesten einmündenden Hochtal Zerz herabfließt.
Auf dem Haidersee herrscht ein Motorbootfahrverbot, das heißt, treibstoffbetriebene Außenbordmotoren sind auf dem See nicht erlaubt. Elektromotoren sind jedoch erlaubt.
Der Haidersee ist ein beliebter See für Eissegler und Snowkiter. Der See friert meist schon Ende November zu. Radfahren und Wandern entlang des Ufers oder auf einer 4,5 Kilometer langen Nordic-Walking-Strecke sind möglich. Am See gibt es Möglichkeiten zum Segeln und Kitesurfen.